# Gheysika Adombire Agambila
Gheysika Adombire Agambila (* 1951 oder 1952 in Bolgatanga) ist einer der bekanntesten Politiker Ghanas. 

## Leben
Während der Präsidentschaft von John Agyekum Kufuor war Agambila zwischen 2001 und April 2003 zunächst stellvertretender Minister für Finanzen und ab April 2003 wurde Agambila stellvertretender Minister für Häfen und Eisenbahnen (Deputy Minister of Ports, Harbours and Railways). Nach der Wiederwahl Kufuors im Jahr 2004 wurde Agambila im Jahr 2005 zum stellvertretenden Minister für Wissenschaft und Umwelt ernannt (Deputy Minister of Science and Environment).